# Platynereis arafurensis
Platynereis arafurensis är en ringmaskart som först beskrevs av McIntosh 1885.  Platynereis arafurensis ingår i släktet Platynereis och familjen Nereididae. Inga underarter finns listade i Catalogue of Life.